# Freies Geleit
Freies Geleit (oder sicheres Geleit) bezeichnet eine Zusage an eine bestimmte Person, nicht belästigt, angegriffen oder verhaftet zu werden.

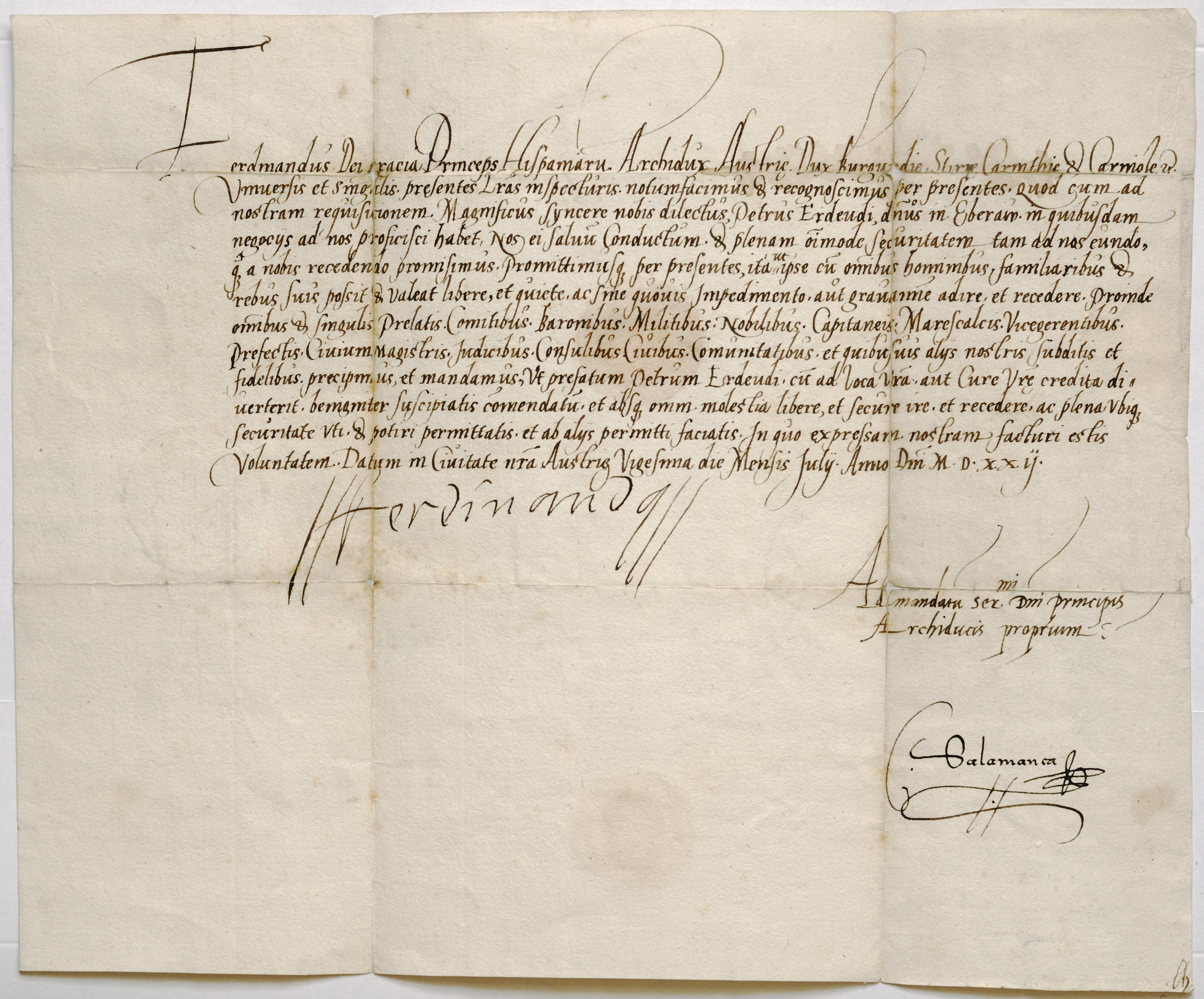
Im Juli 1522 während des Wiener Neustädter Blutgerichts ausgestellte Zusicherung freien Geleits durch Erzherzog Ferdinand von Österreich

## Strafprozessrecht
Im Strafprozessrecht bezeichnet „sicheres Geleit“ die Zusage eines Gerichts an einen Beschuldigten, ihn im Zugriffsbereich der Justizorgane nicht in Gewahrsam zu nehmen. Eine solche Zusage soll wichtige Zeugen eines Verfahrens, die sich im Ausland aufhalten, zur Einreise und Aussage bewegen. In Deutschland bildet § 295 StPO die Rechtsgrundlage für eine solche Zusage, in Österreich § 197 StPO, in der Schweiz Art. 204 StPO bzw. Art. 53 MStP.
Auch in völkerrechtlichen Vereinbarungen über die Rechtshilfe in Strafsachen gibt es häufig Bestimmungen, deren Zweck es ist, bei der Überstellung eines Zeugen vom In- ins Ausland oder bei seiner Ladung zu einer Vernehmung im Ausland zu gewährleisten, dass er im Ausland nicht wegen einer früheren Tat verfolgt wird. Sie können als Ausdruck einer jedenfalls begrenzten Anerkennung des Rechts auf freies Geleit verstanden werden.

## Kriegsvölkerrecht
Freies Geleit bezeichnet ferner die Situation in Zeiten internationaler Konflikte oder Kriege, in der eine Partei des Konflikts einer gegnerischen Person ein Dokument ausstellt, das der Person die Durchquerung des Gebiets erlaubt, ohne Belästigungen oder Angriffe auf Leib und Leben befürchten zu müssen.
Ein Beispiel für solches freies Geleit ist die Reise Lenins im plombierten Wagen während des Ersten Weltkrieges im April 1917: Als Bürger Russlands, das im Kriegszustand mit dem Deutschen Reich war, durfte er es auf dem Weg nach Russland durchqueren, da sich die deutsche Regierung davon eine Destabilisierung Russlands versprach.